# Herbert Huber (Politiker, 1935)
Herbert Huber (* 3. Februar 1935 in Landshut; † 3. Januar 2016 ebenda) war ein deutscher Wirtschaftswissenschaftler und Politiker (CSU).

## Leben und Beruf
Nach dem Besuch der Volksschule und dem Abitur 1954 am Humanistischen Gymnasium in Landshut nahm Huber ein Studium der Wirtschaftswissenschaften an der Ludwig-Maximilians-Universität München auf, das er 1961 mit dem Examen als Diplom-Kaufmann beendete. Gleichzeitig absolvierte er eine Metzgerlehre, die er mit der Gesellenprüfung abschloss. 1959 bestand er an der IHK Passau die Meisterprüfung im Metzgerhandwerk. Im Anschluss an sein Studium war er als Dozent an der Passauer Handwerkskammer tätig.
Huber arbeitete zunächst als Fachlehrer, wirkte von 1967 bis 1990 als Leiter und wurde 1979 Inhaber der Ersten Bayerischen Fleischerschule in Landshut. 1988 wurde er von der Universität Regensburg zum Dr. rer. pol. promoviert. Außerdem war er von 1972 bis 1994 Mitglied im Rundfunkrat des Bayerischen Rundfunkes (BR). 1996 wurde er Präsident der Film-Fernseh-Fonds Bayern GmbH (FFF).

## Politik
Huber trat 1966 in die CSU ein, wurde im gleichen Jahr Stadtrat in Landshut und war dort von 1972 bis 1990 Vorsitzender der CSU-Fraktion. Er war von 1971 bis 1982 Vorsitzender des CSU-Kreisverbandes Landshut, von 1976 bis 1997 stellvertretender Vorsitzender des CSU-Bezirkes Niederbayern und von 1993 bis 1995 Mitglied im Landesvorstand der Christsozialen. 1970 wurde er in den Bayerischen Landtag gewählt, dem er bis zu seiner Mandatsniederlegung am 31. März 1996 angehörte. Hier war er von 1987 bis 1990 Vorsitzender des Ausschusses für Landesentwicklung und Umweltfragen. Darüber hinaus war er seit 1973 Vorsitzender der CSU-Filmkommission.
Huber amtierte vom 30. Oktober 1990 bis zum 17. Juni 1993 als Staatssekretär im Staatsministerium des Innern, vom 17. Juni 1993 bis zum 27. Oktober 1994 als Staatssekretär und Leiter der Staatskanzlei und vom 27. Oktober 1994 bis zum 15. November 1995 als Staatssekretär im Staatsministerium für Landesentwicklung und Umweltfragen in den von den Ministerpräsidenten Max Streibl und Edmund Stoiber geführten Regierungen des Freistaates Bayern.

## Gesellschaftliches Engagement
Huber war 25 Jahre lang Ortsbeauftragter des Technischen Hilfswerks Landshut, wofür ihm 1993 der Titel „Ehrenortsbeauftragter“ verliehen wurde.

## Ehrungen
- Bayerischer Verdienstorden (1980)
- Verdienstkreuz am Bande des Verdienstordens der Bundesrepublik Deutschland (1984)
- Verdienstkreuz 1. Klasse des Verdienstordens der Bundesrepublik Deutschland (1988)
- Ehrenring der Stadt Landshut (1995)
- Bayerische Verfassungsmedaille in Gold (1995)
- Ehrensenator der Hochschule für Fernsehen und Film München (1998)
- Großes Verdienstkreuz des Verdienstordens der Bundesrepublik Deutschland (2002)